# Stadtverkehr Meiningen
Der Stadtverkehr Meiningen besteht aus einem weitverzweigten Stadtbus-Liniennetz, das vom Meininger Busbetrieb (MBB) betrieben wird. Mit acht reinen Stadtlinien und zehn Regionalbuslinien werden nahezu alle Stadt- und Ortsteile der Kreisstadt Meiningen erschlossen.

## Geschichte

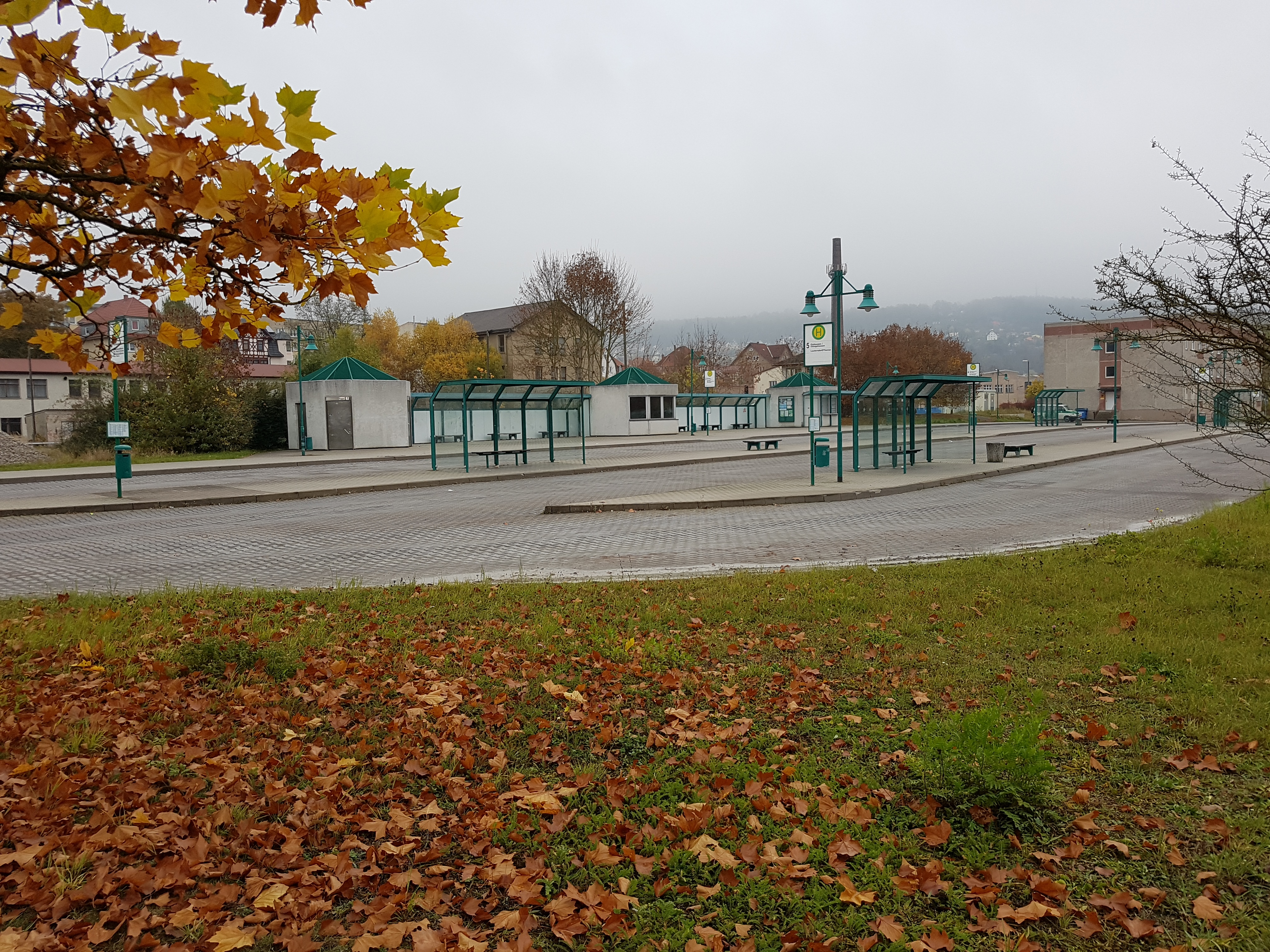
Der Busbahnhof Meiningen

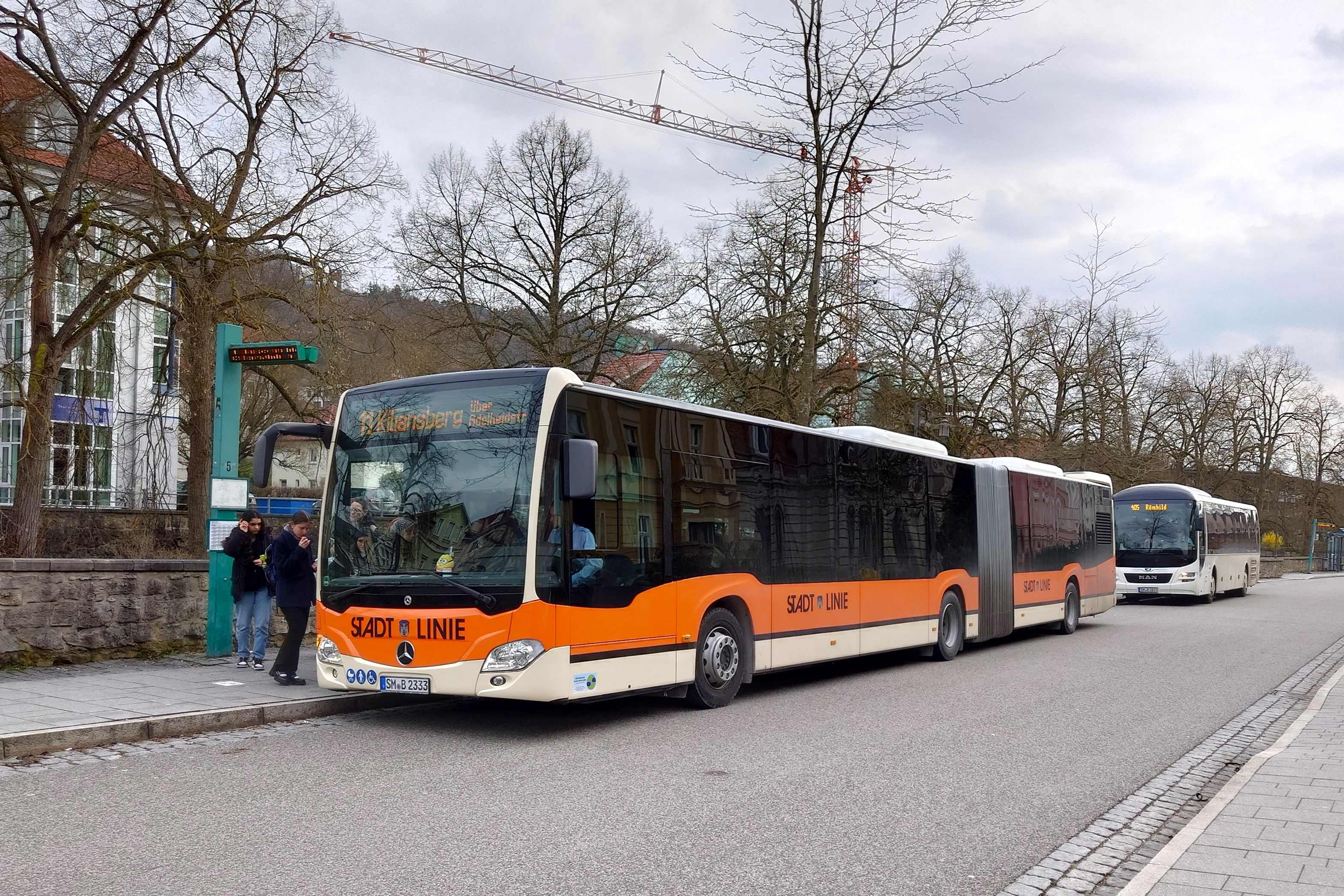
Gelenkbus Mercedes-Benz Citaro G C2 im Retrodesign der 1960er Jahre (Knotenpunkt Sachsenstraße)

Die ersten von der Deutschen Reichspost betriebenen Busse verkehrten bereits ab den 1920er Jahren in der Stadt. 1952 wurde der VEB Kraftverkehr Meiningen mit 17 Bussen gegründet, der ab 1963 den Stadtverkehr fahrplanmäßig auf mehreren Routen betrieb. Die erste Stadtlinie mit rund sieben Kilometer Länge verkehrte zwischen Welkershausen im Norden der Stadt und Stillhof im äußersten Süden. Anschließend erfolgte dann der kontinuierliche Aufbau eines Liniennetzes, das der städtischen Entwicklung entsprechend angepasst wurde. Es entstanden bis zu 12 Linien. Zum Einsatz kamen überwiegend ungarische Ikarus-Busse der Typen 66, 260 und 280 (Gelenkbus). Bis zum Bau des Zentralen Omnibus-Bahnhofs (ZOB) in den 1990er Jahren befand sich der Busbahnhof in der Lindenallee am Englischen Garten. 1991 ging aus dem VEB Kraftverkehr Meiningen die heutige Meininger Busbetriebs GmbH hervor. Eingesetzt wurden bisher unter anderem die Bustypen Mercedes-Benz Citaro II, Setra S 415 NF, MAN Lion’s City Midi, der E-Bus „IKARUS 120e“ und seit 2023 der Gelenkbus Mercedes-Benz Citaro G.
Ab März 2021 wurden auf sechs Stadtlinien drei Midi-Elektrobus von Quantron eingesetzt. Wegen schwerwiegender technischer Probleme wurden alle drei Busse im Sommer 2022 aus der Fahrzeugflotte ausgegliedert.

## Liniennetz
Die relativ kompakte und dichtbebaute Meininger Kernstadt macht acht reine Stadtbuslinien und zehn kombinierte Stadtbus-/Regionalbuslinien erforderlich. Zentrale Umstiegsplätze sind der Busbahnhof in der Lindenallee direkt neben dem Bahnhof Meiningen und der Knotenpunkt „Sachsenstraße“ im Stadtzentrum. Eine weitere bedeutende Haltestelle im Stadtzentrum befindet sich in der Klostergasse. Am Busbahnhof bestehen Verbindungen zu Regionalbuslinien sowie am direkt anliegenden Bahnhof Verbindungen zu den Regionalbahnen der Süd-Thüringen-Bahn und dem Unterfranken-Shuttle der Erfurter Bahn. Der Busbahnhof besitzt neun Haltestellen und der Knotenpunkt Sachsenstraße besteht aus fünf Haltestellen, die mit elektronischem Fahrgastinformationssystem ausgestattet sind.
Das Stadtliniennetz erfasst die Meininger Kernstadt sowie die Ortsteile Dreißigacker und Walldorf mit zusammen knapp 100 Haltestellen. Mit Regionallinien werden weitere 18 Haltestellen in Meiningen-Süd, im IG Rohrer Berg, in Helba und Welkershausen bedient. Die Ortsteile Herpf und Stepfershausen/Träbes (Linie 409), Wallbach (Linie 416) sowie Sülzfeld und Henneberg/Einödhausen/Unterharles (Linie 408) werden ebenfalls mit Regionalbussen angefahren. Die meist frequentierten Linien sind die Linien 10 und 11, die das Stadtzentrum mit den einwohnerstarken Stadtteilen Nord, Ost und Jerusalem verbinden und die Linie 17 nach Dreißigacker mit Klinikum und Gewerbegebiet. Diese jeweils rund 13 Kilometer langen Linien werden im 30-Minuten-Takt befahren. Durch den gegenläufigen Ringverkehr der Linien 10 und 11 besteht alle 15 Minuten eine Busverbindung zwischen Kiliansberg/Jerusalem und dem Stadtzentrum. Ähnlich verhält es sich mit der Verbindung zwischen Stadtzentrum und dem Freizeitzentrum Rohrer Stirn/Schwimmbad, die von zwei Linien bedient wird. Täglich legen die Stadtbusse in der Kernstadt mit rund 350 Fahrten 7627 Kilometer teilweise im Taktverkehr zurück. Sie befördern dabei rund 10.000 Fahrgäste am Tag.
Die Stadtlinien sind mit zweistelligen Nummern und die Regionallinien mit dreistelligen Nummern versehen.
|    | Linie | Streckenführung | Taktung       | Bediente Stadtteile / Bemerkung                                                                                   |
| -- | ----- | --- | ------------- | --- |
|    |       | Stadtbusse |               | |
| 01 | 10    | Zentrum: Sachsenstraße (Hst. 5) – Busbahnhof – Heinrich-Heine-Straße – Kiliansberg – Adelheidstraße – Zentrum: Sachsenstraße – Busbahnhof                                                                         | 30 Minuten    | Ringverkehr Zentrum–Nord–Jerusalem–Ost–Zentrum                                                                    |
| 02 | 11    | Busbahnhof – Zentrum: Sachsenstraße (5) – Adelheidstraße – Kiliansberg – Heinrich-Heine-Straße – Busbahnhof – (Zentrum: Sachsenstraße)                                                                            | 30 Minuten    | Ringverkehr Zentrum–Ost–Jerusalem–Nord–Zentrum                                                                    |
| 03 | 13    | Wandervogel/Rinksburg – Rosenweg/Adelheidstraße – Leipziger Straße – Kiliansberg sowie Kiliansberg – Bodenweg – Zentrum: Sachsenstraße (3) – Gartenstraße – Schwimmbad – Berliner Straße – Zentrum: Sachsenstraße | nein          | Meiningen-Nord, Meiningen-Ost und Jerusalem zum Teil Schultage                                                    |
| 04 | 14    | Busbahnhof – Zentrum: Sachsenstraße (3) – Berliner Straße (Schule) – Gartenstraße – Schwimmbad – Finkenweg – Rosenweg – Goethestraße – Busbahnhof – Zentrum: Sachsenstraße                                        | 1 – 2 Stunden | Meiningen-Ost Schwimmbad/Freizeitzentrum                                                                          |
| 05 | 15    | Zentrum: Sachsenstraße (3) – Rinksburg – Adelheidstraße – Heuleite – An der Morgenleite – Ernststraße – Berliner Straße – Rinksburg – Frauenbrunnen – Zentrum: Sachsenstraße                                      | nein          | Meiningen-Ost |
| 06 | 16    | Busbahnhof – Zentrum: Sachsenstraße (2) – Theater – Volkshaus – Landsberg – OT Walldorf (– OT Wallbach – Metzels) und zurück                                                                                      | 1 Stunde      | Meiningen-Nordwest / OT Walldorf zwischen Walldorf und Metzels als 416                                            |
| 07 | 17    | Busbahnhof – Zentrum: Klostergasse – (Schillerstraße) – Henneberger Straße – Dreißigacker / Klinikum – Gewerbegebiet Dreißigacker – Feierabendheim – Zentrum: Sachsenstraße (2)                                   | 30 Minuten    | OT Dreißigacker / Meiningen-Südwest in Dreißigacker gegenläufiger Ringverkehr                                     |
| 08 | 18    | Bodenweg – Zentrum: Sachsenstraße (3) – Berliner Straße – Rinksburg – Finkenweg – Oberer Panoramaweg – Raphael-Straße – Berliner Straße (Schule) – Zentrum: Sachsenstraße – Busbahnhof                            | nein          | An Schultagen und Rufbus / Meiningen-Ost und Südost                                                               |
|    |       | |               | |
|    |       | Regionallinien |               | |
| 09 | 400   | Busbahnhof – Theater – Meiningen-Helba – Überlandverkehr – Meiningen: Zeppelinstraße – Theater – Busbahnhof und umgekehrt                                                                                         | 1 Stunde      | Helba / Industriegebiet „Rohrer Berg“ Überlandverkehr Ringverkehr nach Zella-Mehlis – Suhl und umgekehrt          |
| 10 | 403   | Busbahnhof – Zentrum: Sachsenstraße (2) – Steinweg – Stadion – Tongraben – Überlandverkehr – Tongraben – Stadion – Steinweg – Zentrum: Sachsenstraße – Busbahnhof                                                 | nein          | Meiningen-Süd, bis Tongraben als Stadtlinie Überlandverkehr nach Einhausen / Ellingshausen / Leutersdorf / Themar |
| 11 | 404   | Busbahnhof – Zentrum: Sachsenstraße (4) – Werrastraße – Überlandverkehr – Werrastraße – Zentrum: Sachsenstraße – Busbahnhof                                                                                       | nein          | Meiningen-Süd Überlandverkeher nach Jüchsen / Obendorf / Römhild / Eicha / Mendhausen                             |
| 12 | 405   | Busbahnhof – Zentrum: Sachsenstraße (4) – Werrastraße – Überlandverkehr – Werrastraße – Zentrum: Sachsenstraße – Busbahnhof                                                                                       | nein          | Meiningen-Süd Überlandverkeher nach Rentwertshausen / Römhild / Behrungen                                         |
| 13 | 407   | Busbahnhof – Theater – Am Stein – Walldorf (Bahnhof) – Überlandverkehr – Walldorf (Bahnhof) – Am Stein – Busbahnhof                                                                                               | 1 Stunde      | Meiningen-Nord Überlandverkeher nach Wasungen / Schmalkalden                                                      |
| 14 | 408   | Busbahnhof – Zentrum: Klostergasse – Henneberger Straße – Stillhof – OT Sülzfeld – OT Henneberg – Überlandverkehr – Jägersruh – Zentrum: Sachsenstraße – Busbahnhof                                               | nein          | Meiningen-Südwest, bis Stillhof als Stadtlinie, Sülzfeld / Henneberg Überlandverkehr nach Bauerbach / Stedtlingen |
| 15 | 409   | Busbahnhof – Zentrum: Klostergasse – Dreißigacker – OT Herpf/Stepfershausen – Überland – Landsberg – Volkshaus – Busbahnhof und umgekehrt (über Zentrum: Sachsenstraße)                                           | nein          | Meiningen-West / Dreißigacker / Herpf / Stepfershausen Überlandvekehr nach Kaltennordheim / Frankenheim           |
| 16 | 411   | Busbahnhof – Theater – Volkshaus – Landsberg – Walldorf – Überlandverkehr – Walldorf – Landsberg – Volkshaus – Busbahnhof                                                                                         | nein          | Meiningen-Nordwest Überlandverkehr nach Kaltennordheim / Kaltensundheim / Oberweid                                |
| 17 | 412   | Busbahnhof – Leipziger Straße – Seniorenheim – Welkershausen – Überlandverkehr – Seniorenheim – Theater – Busbahnhof                                                                                              | nein          | Meiningen-Nord / Welkershausen / Walldorf Überlandverkehr nach Wasungen / Hümpfershausen                          |
| 18 | 415   | Busbahnhof – Leipziger Straße – Helba – Utendorf – Helba – Theater – Busbahnhof | nein          | Meiningen-Helba                                                                                                   |
| 19 | 420   | Busbahnhof – Leipziger Straße – Helba – Überlandverkehr – Helba – Dolmarstraße – Busbahnhof | nein          | Meiningen-Nord / Helba Überlandverkehr nach Schwarza / Steinbach-Hallenberg                                       |

## Weblink
- Meininger Busbetrieb